# Caroline Blackwood
Lady Caroline Blackwood (nascida Caroline Maureen Hamilton-Temple-Blackwood; 16 de julho de 1931 - 14 de fevereiro de 1996) foi uma jornalista e escritora anglo-irlandesa. Cresceu no seio de uma família aristocrática anglo-irlandesa, mas ainda cedo se rebelou contra suas origens e levou uma vida boêmia. Todos seus três maridos foram figuras reconhecidas em seus próprios campos de atuação, o pintor Lucian Freud, o pianista e compositor Israel Citkowitz e o poeta Robert Lowell.

## Biografia
Caroline Blackwood nasceu em 16 de julho de 1931 nas terras de Clandeboye, antiga propriedade da família Duerin na Irlanda do Norte. Por parte de mãe, era descendente da famosa família Guinness. Seu pai, 4º Marquês de Dufferin e Ava, morreu em combate no último ano da Segunda Guerra Mundial em Burma no Mianmar. Após esse acontecimento, seu irmão mais novo, Sheridan, se tornaria o 5º Marquês de Dufferin e Ava com apenas sete anos. Tinha também uma irmã, Perdita, 3 anos mais nova que ela.

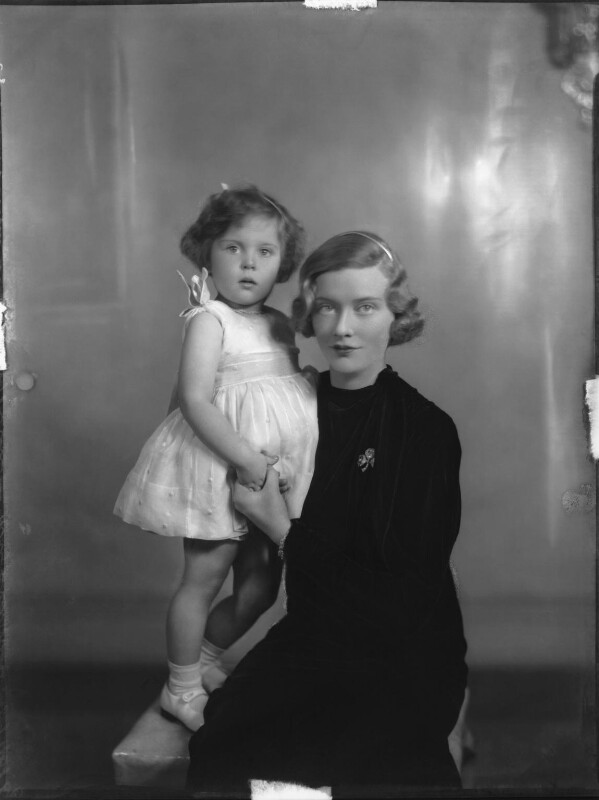
Lady Caroline Blackwood e sua mãe Marquesa de Dufferin e Ava em 1933.

Com seu pai precocemente falecido e uma mãe distante e alcoolatra, Caroline e seus irmãos foram criados em uma casa de campo próxima a Belfast, por babás descuidadas e sádicas, e acabaram sendo educados com indiferença sendo lançados ao mundo com uma ideia de mundo construída por sua mãe Maureen, que parecia se importar apenas com a sociedade, piadas e lisonjas. É surpreendente que Caroline, sem formação e pouca educação, tenha se tornado uma escritora. Mas tendo nascido nos últimos anos do domínio protestante na Irlanda do Norte, ela testemunhou os excessos, o tédio e a mentalidade de cerco daquele mundo; sendo assim, tinha muitas histórias para contar. Sua carreira começaria com a sátira social e terminaria com o macabro.
Acabou seguindo os passos da mãe se tornando uma pessoa não muito agradável, era alcoólatra, depressiva, uma mãe negligente, possuia um senso de direito aristocrata e um desdém pela civilidade comum. Segundo relatos, era capaz de crueldade casual com amigos, familiares e estranhos. Apesar disso, casou-se e foi musa de três homens ao longo da vida. 
Seu primeiro marido foi o célebre pintor inglês Lucian Freud, que pintou vários retratos notáveis dela, seu mais famoso sendo a pintura Girl in Bed de 1952. Seu segundo marido foi o compositor americano Israel Citkowitz com quem teve três filhas, Evgenia, Natalya e Ivana, que mais tarde seria adotada por seu terceito marido. Seu terceiro e último marido, com quem teve o filho Sheridan, foi o grande poeta americano Robert Lowell, que a imortalizou após escrever a coleção de poesia The Dolphin inspirada nela e que recebeu o Prêmio Pulitzer de poesia em 1974.

### Obras

#### Ficção
- For All That I Found There (1973)
- The Fate of Mary Rose (1974)
- The Stepdaughter (1976)
- Great Granny Webster (1977)
- Good Night Sweet Ladies (1983)
- Corrigan (1984)
- On the Perimeter (1984)
- In the Pink (1987)

#### Não-ficção
- Darling, You Shouldn’t Have Gone to So Much Trouble (1980)

- The Last of the Duchess (1995)

#### Coletâneas
- Never Breathe a Word (2010)[8]